# 칠레 스페인어
칠레 스페인어(스페인어: español de Chile/castellano de Chile, 영어: Chilean Spanish)는 남미 칠레에서 쓰이는 스페인어를 가리킨다. 칠레 스페인어는 다른 스페인어과 서로 잘 통하나, 발음,문법,대명사 용법, 어휘등에서 독특한 특징이 있다. 다른 스페인어 사용자들에 따르면 칠레 스페인어는 발음이 매우 빨라서, 귀기울여 듣지 않으면 알아듣기 힘들다고 한다.

## 어휘
칠레 스페인어는 다른 스페인어 사용지역에서 안쓰이는 속어와 어휘들이 꽤 있다. 돈을 뜻하는 chaucha, 소년,남자를 뜻하는 gallo(guy,gal),지겹다는 뜻의 fome등이 그런 예이다. 또한 아메리카 토착민들이 쓰는 말에서 낱말을 빌려오기도 한다.
- weón [we'on] - 친구/형 아니면 바보
- abacanao - 주제넘은
- agarrar (con alguien) - 키스하다
- agarrarse -싸움을 하다
- al tiro - 바로 지금
- apretao - 인색하거나 꽉 찬
- arrastre - 다른 사람에게 영향을 미치다
- avisparse - 실현하다
- bacán - 굉장하다
- cachar - 이해하다
- caleta - 많다
- cana - 감옥
- chanchada - 불충실한 행동/돼지처럼 먹다
- completo - 핫도그
- chupar - 술을 마시다
- echar la foca (문자 그대로 봉인 / 숨을 던지다 ) - 누군가에게 엄하게 말하거나 불만이나 실망을 표현하다
- emputecer -  화를 내다
- engrupir - 누군가를 속이거나 영향을 미치다
- fome - 지루한
- garúa - 이슬비
- hacer perro muerto (문자 그대로는 죽은 개를 죽이다 ) - 식사를 하고 달려가 거나 비슷한 일을 하다
- pesao - 평균
- sapear - 엿보거나 도청하다

## 같이 보기
- 멕시코 스페인어
- 베네수엘라 스페인어
- 볼리비아 스페인어